# آنابل (عروسک)
آنابل (به انگلیسی: Annabelle) یک عروسک از شخصیت خیالی رگدی آن است. این عروسک به ادعای دو محقق فراطبیعی، اد و لورن وارن، به تسخیر روح دختری شیطانی به نام آنابل در آمده است. این عروسک در حال حاضر در موزهٔ اسرارآمیز وارن در شهر مونرو در ایالت کنتیکت کشور آمریکا قرار دارد. این عروسک الهام‌بخش شخصیت‌های منفی در دنیای فیلم‌های احضار شده‌است.

## پیشینه
براساس گفتهٔ وارن‌ها این عروسک در سال ۱۹۷۰ میلادی به یک دانشجوی پرستاری داده شد. پس از برخی از رفتارهای عجیبش، یک واسطهٔ روحی به صاحبانش گفت که روح دختری مرده به نام آنابل در درون این عروسک زندگی می‌کند. دانشجوی پرستاری و هم‌اتاقیش تصمیم گرفتند که عروسک را با همین شرایط بپذیرند اما آنابل بارها رفتارهای خصمانه و وحشتناک از خود نشان می‌داد. در این برههٔ زمانی بود که با وارن‌ها تماس گرفتند و آن‌ها عروسک را به موزهٔ خود منتقل کردند و اعلام کردند که این عروسک توسط یک موجود شیطانی به نام آنابل تسخیر شده است. این عروسک از آن زمان در جعبه‌ای شیشه‌ای در این موزه در شهر مونرو در ایالت کنتیکت کشور آمریکا نگهداری می‌شود.
به گفتهٔ جوزف لیکاک، استادیار مطالعات مذهبی دانشگاه ایالتی تگزاس، منتقدین موزهٔ اسرار آمیز وارن‌ها را مجموعه‌ای از اسباب‌بازی‌های هالووین و کتاب‌های قابلِ تهیه از کتاب‌فروشی‌ها می‌دانند. لیکاک اعتقاد دارد افسانهٔ آنابل یک مورد مطالعهٔ جالب برای ارتباط بین فرهنگ عامه و داستان‌های فراطبیعی است.
همزمان با انتشار فیلم احضار و مورد توجه قرار گرفتن موزهٔ اسرارآمیز وارن‌ها، شارن هیل، نویسندهٔ علمی در مقاله‌ای نوشت که بسیاری از افسانه‌ها و داستان‌ها حول وارن‌ها ساختهٔ دست خودشان است و بسیاری از مردم توانایی جداسازی شخصیت اصلی وارن‌ها از نسخهٔ هالیوودی آن‌ها را ندارند. شارن در مورد ادعاهای فراطبیعی در مورد عروسک آنابل می‌نویسد: تنها مدرک برای تمامی این ادعاها گفته‌های اد وارن است و ما هیچ مدرک دیگری برای اشیای موزهٔ آن‌ها نداریم.